# 羅伯特·斯科烏
羅伯特·法克塞·斯科烏（丹麥語：Robert Faxe Skov，發音：[ˈʁopʌt ˈskʌwˀ]；1996年5月20日—），出生于西班牙的丹麦足球运动员，司职前锋，现效力於德甲球队柏林联盟。

## 俱樂部生涯

### 錫爾克堡IF
斯科烏來自錫爾克堡IF的足球學院。在2013年5月16日，在主場對上米迪蘭特，在81分鐘替補Jeppe Illum，這是他第一場比賽。他的第一顆進球是在2014年10月19日客場對上米迪蘭特的第95分鐘踢進的。

### FC哥本哈根
在2018年1月，斯科烏轉會到哥本哈根，這筆交易花了將近750萬丹麥克朗。加盟後的第一場在2018年2月10日在主場以5-1戰勝蘭德斯，而且還是上滿90分鐘。兩個禮拜後，在主場以1-0戰勝歐登塞BK的比賽中，在第61分鐘踢進加盟後的第一顆入球。在2018年12月2日，球隊在客場以6-1大勝霍森斯的比賽中，上演了帽子戲法。分別在第23、第66和第90分鐘。

## 國際賽生涯
在2016年7月，斯科烏參加2016年里約奧運。
在2018年，他被選為2018年世界杯的三十五人名單。最後，他並沒有入選23人名單。
在2019年3月，他代表丹麦隊參加2020年歐洲國家盃外圍賽
2021年6月，他代表丹麦隊參加2020年歐洲國家盃。
2022年世界盃，斯科烏獲召入丹麥國家隊最後的26人名單。

## 榮譽
施克堡
- 丹麥足球甲级聯賽冠軍：2013-2014

## 外部連結
- Soccerway資料庫：羅伯特·斯科烏